# حسن توفيق (شاعر)
حسن توفيق شاعر وصحفي وناقد أدبي مصري ولد في 31 أغسطس 1943م في القاهرة، وتوفي صباح يوم الاثنين 30 يونيو 2014م/ 2 رمضان 1435 هـ.

## بدياته
أصدر ديوانه الأول بالاشتراك مع الشاعر الفلسطيني عز الدين المناصرة والشاعر المصري محمد مهران السيد وهو بعنوان «الدم في الحدائق» في شهر ديسمبر عام 1968 عن دار الكاتب العربي بالقاهرة. أثار الديوان ضجة نقدية كبرى بعد أن هاجمه (الصحافي الورداني) وصالح جودت الذي وصف الشعر الحر التفعيلي بأنه «شعر غضروفي». انعقدت ندوة في «إذاعة البرنامج الثاني» أدارها إبراهيم الصيرفي شارك فيها صلاح عبد الصبور وسهير القلماوي وعبد الغفار مكاوي وفاروق خورشيد ناقشوا فيها ديوان الدم في الحدائق وثمنوا قيمته الأدبي وأعلوا من شأن الديوان وردوا على قول صالح جودت بأن (الشعر الحر التفعيلي شعر غضروفي). اشتغل في الصحافة القطرية لمدة ثلاثين عاما.

## سيرة
تخرج من كلية الآداب لجامعة القاهرة في عام 1965م وحصل شهادة البكلريوس، وفي عام 1978م حصل على شهادة الماجستير.
يذكر حسن توفيق في المقدمة إلى ديوانه «الأعمال الشعرية» صدر في عام 1998م عدة أحدث مهمة يتأثر منها الكاتب في البعد:
«خضنا – فتحي وأنا – سنة فاشلة على المستوى الدراسي، ولكنها سنة دسمة حقا على مستوى التحصيل الأدبي والثقافي العام، فقد أجبرته أسرته وأجبرتني أسرتي على أن نلتحق بكلية تجارة القاهرة، والتحقنا بها بالفعل، لكننا تمردنا تمردا سريا، حيث كنت انطلق من البيت إلى مكتبة جامعة القاهرة كل يوم، بينما كان فتحي ينطلق إلى دار السينما... وكانت نتيجة التمرد السري أننا رسبنا آخر سنة بجدارة، حيث لم ننجح إلا في مادة» المجتمع العربي«والتي كانت – فيما يتعلق بنا – مجرد ثقافة عامة»، «خلال السنة التي قضيتها لا في كلية تجارة القاهرة، وإنما في مكتبة جامعة القاهرة قرأت بنهم لايعدله نهم دواوين شعراء عرب كثيرين، وأذكر أني كنت أنقل بالكامل بعض تلك الدواوين» توفيق حسن. الأعمال الشعرية: القاهرة، الهيئة المصرية العامة للكتب.

## جوائز
- نال جائزة الدولة التشجيعية في الشعر عن ديوان «انتظار الآتي» مصر سنة 1990
- نال جائزة أفضل قصيدة عن مؤسسة جائزة عبد العزيز سعود البابطين للإبداع الشعري سنة.
- لقب الشاعر «مجنون العرب» - إشارة إلى الأسطورة العربية المشهورة، حب مجنون لبنت ليلى.